# Liste der Kulturdenkmale in Heyersdorf
In der Liste der Kulturdenkmale in Heyersdorf sind Kulturdenkmale der ostthüringischen Gemeinde Heyersdorf im Landkreis Altenburger Land aufgelistet. Diese Liste basiert auf der Denkmalliste der Unteren Denkmalschutzbehörde des Landkreises mit Stand vom 10. August 2015. Die hier veröffentlichte Liste besitzt informativen Charakter und ist nicht rechtsverbindlich. Insbesondere können in Einzelfällen auch Objekte Kulturdenkmal sein, die (noch) nicht in der Liste enthalten sind.

## Heyersdorf
| Bild                                    | Bezeichnung    | Lage                   | Datierung | Beschreibung              | ID |
| --------------------------------------- | -------------- | ---------------------- | --------- | ------------------------- | -- |
| weitere Bilder Fotos hochladen          | Kirche         | Dorfstraße (Karte)     |           |                           |    |
| Direkt Bild zu diesem Denkmal hochladen | Wegweiserstein | Dorfstraße             |           | Heyersdorfer Kreuzung     |    |
| BW                                      | Gehöft         | Dorfstraße 1 (Karte)   |           | Vierseithof               |    |
| BW                                      | Wohnhaus       | Dorfstraße 2 (Karte)   |           | Fachwerkhaus              |    |
| Fotos hochladen                         | Umgebindehaus  | Dorfstraße 12 (Karte)  |           | Wohnhaus und Nebengebäude |    |
| Fotos hochladen                         | Umgebindehaus  | Dorfstraße 13b (Karte) |           |                           |    |
| Fotos hochladen                         | Umgebindehaus  | Dorfstraße 15 (Karte)  |           |                           |    |
| BW                                      | Wohnhaus       | Dorfstraße 20 (Karte)  |           |                           |    |
| BW                                      | Wohnhaus       | Dorfstraße 23 (Karte)  |           |                           |    |
| Fotos hochladen                         | Wohnhaus       | Dorfstraße 26 (Karte)  |           |                           |    |